# Agabus melanarius
Agabus melanarius — вид жуков-плавунцов подсемейства Agabinae.

## Распространение
Распространён в Австрии, Бельгии, Боснии и Герцеговины, Великобритании, Болгарии, Чехии, Дании, Эстонии, Финляндии, Франции, Германии, Венгрии, Италии, Калининграде, Литве, Люксембурге, Норвегии, Польше, России (исключая Восток), Сардинии, Словакии, Швеции, Швейцарии, Нидерландах, Украине и Югославии.